# هرمان زالومون
هرمان زالومون (بالألمانية: Hermann Salomon)‏ هو منافس ألعاب قوى ألماني، ولد في 13 أبريل 1938 في غدانسك في بولندا.

## وصلات خارجية
- هرمان زالومون على موقع أوليمبيديا (الإنجليزية)